# Kelly Gunther
Kelly Gunther (* 14. August 1987 in Oberlin) ist eine ehemalige US-amerikanische Inline-Speedskaterin und Eisschnellläuferin.

## Werdegang
Gunther begann ihre Karriere als Inline-Speedskaterin und gewann bei Junioren-Weltmeisterschaften drei Goldmedaillen mit der Staffel und bei den Weltmeisterschaften 2006 in Anyang Gold mit der Staffel. Als Eisschnellläuferin nahm sie im November 2009 in Salt Lake City erstmals am Eisschnelllauf-Weltcup teil, wobei sie in der B-Gruppe den 20. Platz über 500 m sowie den 16. Platz über 1000 m errang und siegte im Jahr 2010 bei den US-amerikanischen Meisterschaften über 1000 m. In den folgenden Jahren belegte sie bei den Olympischen Winterspielen 2014 in Sotschi den 33. Platz über 1000 m und bei den Einzelstreckenweltmeisterschaften 2017 in Gangneung den 24. Platz über 1500 m, den 23. Rang über 1000 m sowie den sechsten Platz in der Teamverfolgung. Zudem wurde sie im Jahr 2016 US-amerikanische Meisterin im Mehrkampf. In der Saison 2017/18 erreichte sie in Stavanger mit dem vierten Platz im Teamsprint ihre beste Platzierung im Weltcup und absolvierte in Salt Lake City ihren letzten Weltcup, welchen sie in der B-Gruppe auf den 14. Platz über 1000 m beendete.

## Erfolge

### Olympische Spiele
- 2014 Sotschi: 33. Platz 1000 m

### Einzelstrecken-Weltmeisterschaften
- 2017 Gangneung: 6. Platz Teamverfolgung, 23. Platz 1000 m, 24. Platz 1500 m

## Persönliche Bestzeiten
| Disziplin | Zeit        | Datum             | Ort            |
| --------- | ----------- | ----------------- | -------------- |
| 500 m     | 39,14 s     | 4. November 2011  | Salt Lake City |
| 1000 m    | 1:16,43 min | 29. Dezember 2013 | Salt Lake City |
| 1500 m    | 1:58,65 min | 27. Oktober 2013  | Salt Lake City |
| 3000 m    | 4:16,27 min | 2. November 2012  | Milwaukee      |
| 5000 m    | 7:43,77 min | 28. Dezember 2012 | Salt Lake City |